# 刺果毛茛
刺果毛茛（学名：Ranunculus muricatus），为毛茛科毛茛属下的一个种。

## 扩展阅读
維基物種上的相關：刺果毛茛